# Walter Piston
Walter Hamor Piston Jr. (Rockland, 20 gennaio 1894 – Belmont, 12 novembre 1976) è stato un compositore statunitense.

## Biografia
Nato nel Maine, ha ascendenti italiani in quanto suo nonno, originario di Genova, aveva il cognome Pistone e lo cambiò in Piston.
Si è segnalato nel corso della sua carriera per la sua produzione di musica da camera, per orchestra e anche nella didattica, insegnando ad Harvard dal 1926 al 1960.
Nel 1920 si è sposato con Kathryn Nason (1892-1976), artista deceduta pochi mesi prima di lui.
Per alcuni anni, precisamente tra il 1924 ed il 1926, ha vissuto a Parigi, dove ha lavorato e studiato con Nadia Boulanger, Paul Dukas e George Enescu.
Tra i suoi allievi vi furono Elliott Carter, Leonard Bernstein, Leroy Anderson, John Davison, Arthur Berger e Robert Strassburg.
Per diverso tempo ha lavorato a Boston con l'orchestra sinfonica, ma anche scrivendo lavori di balletto come The Incredible Flutist (1938).
Ḕ autore di un rinomato trattato di armonia.

## Alcune opere
Balletto
- The Incredible Flutist (1938)

Orchestra
- Sinfonia No 1 (1937)
- Sinfonia No 2 (1943)
- Fugue on a Victory Tune (1944)
- Variation on a Tune by Eugene Goosens (1944)
- Sinfonia No 3 (1947)
- Sinfonia No 4 (1950)
- Variations on a Theme by Edward Burlingame Hill (1963)
- Pine Tree Fantasy (1965)

Musica da camera
- Sonatina for Violin and Harpsichord (1945)
- Divertimento (1946)
- Souvenirs (1967)
- Three Counterpoints (1973)